# Maurel & Prom
Maurel & Prom, anciennement Maurel et Prom, est une société pétrolière spécialisée dans l'extraction de pétrole et de gaz naturel, principalement au Gabon et en Tanzanie. Elle est cotée à la bourse de Paris. 
Historiquement, maison de commerce française d'origine bordelaise, au XIXe siècle l'une des plus prospères d'Afrique de l'Ouest, elle est depuis août 2016 la filiale du groupe pétrolier public indonésien Pertamina.

## Histoire

### L'ancienne Maison Maurel et Prom

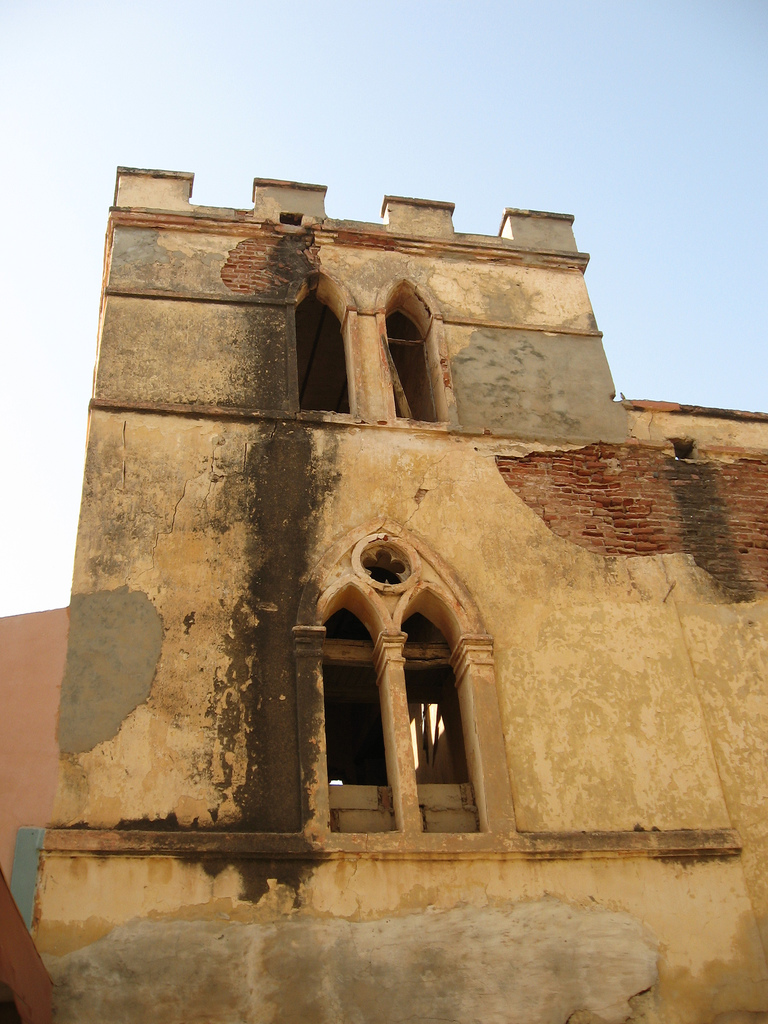
Tour crénelée à ogives, partie intégrante de la maison de commerce créée au XIXe siècle à Saint-Louis du Sénégal.

Lors de son arrivée au Sénégal en 1822, à quinze ans, le jeune Jean-Louis Hubert Prom était employé au service du commerçant Potin installé à Gorée. Jean-Louis Hubert Prom épouse la signare Sophie Laporte en 1828, son cousin Hilaire Maurel (1808 - 1884) épousa la sœur de cette dernière, la signare Constance Laporte. C'est le mariage avec ces deux signares qui leur apporte le soutien financier et le carnet d'adresse de la minorité métisse de Gorée et Saint Louis du Sénégal, aide incontournable qui leur permet de créer Maurel & Prom en 1831. Ils s’intéressent d'abord à l'exportation de l'indigo et de la gomme arabique, puis l'arachide. Hilaire Maurel en répand sa culture au Sénégal et se lance dans son exportation.
Maurel et Prom s'intéressa dès 1841 à la commercialisation de l'arachide en France, qui passe alors sous la coupe d'un noyau de maisons bordelaises. Peu après, en 1844, le gouverneur Édouard Bouët-Willaumez, anticipant sur l'abolition de l'esclavage en France en 1848, interdit les « engagés libres » et fit recenser les esclaves, mécontentant certains planteurs qui menacèrent de s'installer ailleurs.
Soutenu par la minorité métisse et en particulier par les signares qui en sont l'élément féminin et dirigeant, Jean-Louis Hubert Prom est nommé président du conseil général du Sénégal en 1848. Il siégeait à Saint-Louis du Sénégal.
|  |

Hubert Prom quitte le Sénégal et se fixe à Bordeaux au 76 rue de la Rousselle. La société Maurel & Prom armera entre 1836 et 1875 cinquante-huit voiliers gréés en trois-mâts friches pour le long cours et une goélette pour le cabotage. C'est aux alentours de 1875 que des vapeurs remplacent les voiliers. En 1890, la société Maurel & Prom possède des établissements à Saint-Louis, Gorée, Bathurst (aujourd'hui Banjul), Leybar, Guembar, Dialahkar, Gandiol, Dakar, Rufisque, Joal.
En 1857 la société se dote d'une huilerie à Bordeaux (Bacalan) et une autre à Marseille. L'usine de Bacalan subit un incendie en 1904 et est reconstruite.
L’entreprise familiale est devenue un empire commercial et industriel dont le siège bordelais est installé dans l'hôtel particulier situé au 18 rue Porte-Dijeaux.
Les familles Prom et Maurel étaient propriétaires de plusieurs vignobles : Château de Beauval à Bassens (Hubert Prom) ; château Belle Assise à Sainte-Eulalie (Paul Maurel) ; château Séguinaud à Bassens (Urbain Maurel) ; château de Dulamon à Blanquefort (J. Prom) ; Château Pomerol à Bassens (J. Maurel) ; Château Lagarde à Bassens et la villa Pédesclaux à Arcachon.

### Depuis 1900
En janvier 2019, la société, après avoir finalisé le mois précédent la reprise d'une participation de 40 % détenue par Shell dans la société mixte Petroregional del Lago, société qui exploite le champ pétrolier Urdaneta West, situé sur le lac Maracaibo (Venezuela), annonce vouloir cofinancer un projet d'investissement de 400 millions de dollars (350 millions d'euros) pour développer la production de cette société mixte.
Fin juillet 2019, Maurel & Prom annonce la finalisation de l'acquisition de la participation de 20 % détenue par AJOCO (Angola Japan Oil Co., Ltd, filiale de Mitsubishi Corporation) dans deux blocs en production et développement situés en eaux peu profondes au large de l’Angola pour un montant de 80 millions de dollars.
En juin 2023, Maurel & Prom annonce être en discussions avancées pour racheter le pétrolier gabonais Assala Energy. Au 15 août 2023, Maurel & Prom annonce la signature du contrat d'achat  d'actions pour l'acquisition d'Assala. 
Début 2025, l'entreprise rachète une partie des activités colombienne dans le gaz de l'entreprise canadienne NG Energy International. 

## Activités

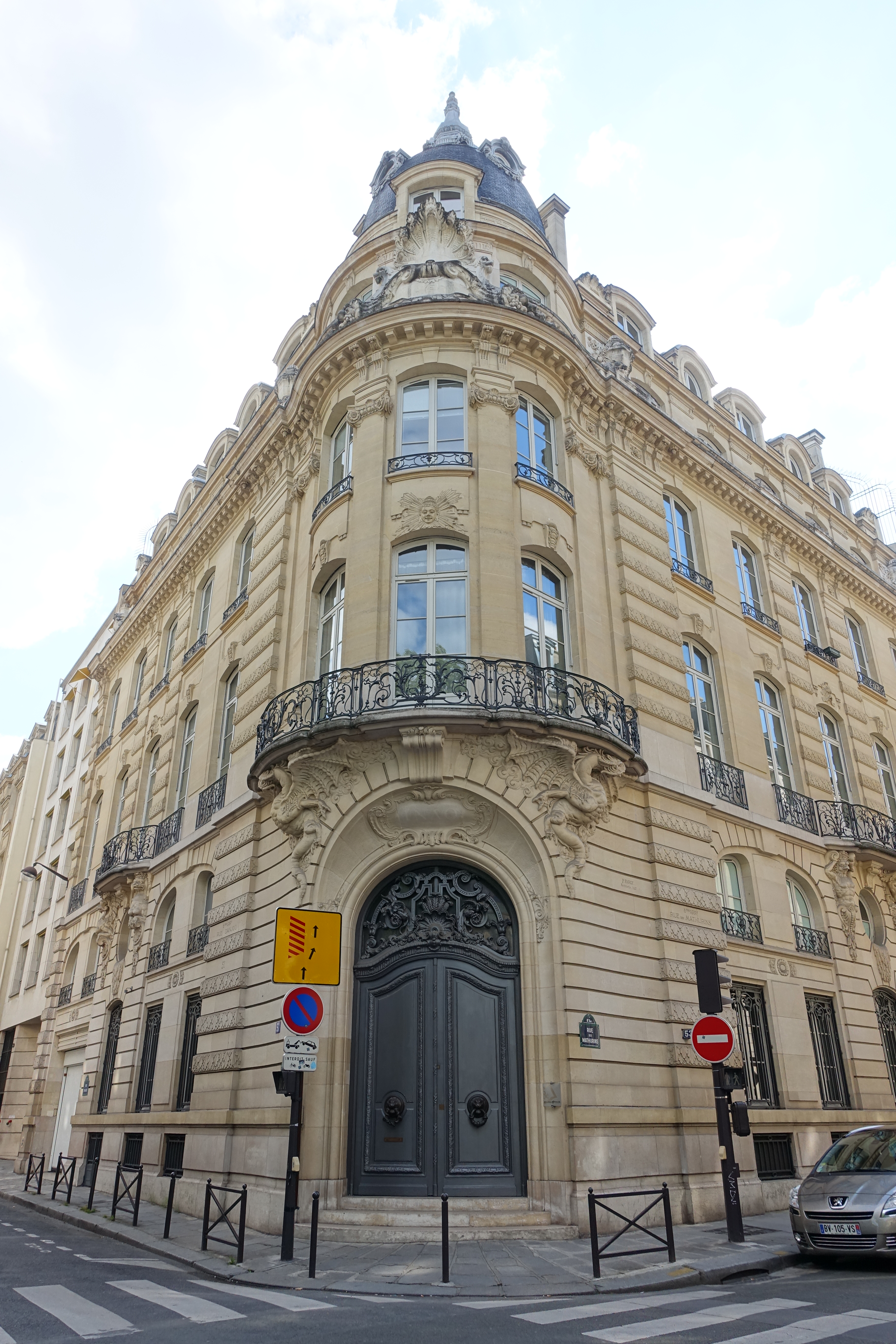
Établissements Maurel & Prom, 51 rue d'Anjou, Paris.

Après s'être désengagé du secteur maritime dans les années 1970, entre autres aux côtés de Denis frères, le groupe se développe dans les années 1980 dans l'agro-alimentaire (aviculture, pisciculture). Il est racheté à 76 % en 1995, par Électricité & Eaux de Madagascar (EEM), alors conduit par Jean-François Hénin. Le groupe s'oriente peu à peu vers le secteur pétrolier à la suite de plusieurs réorganisations.
Maurel & Prom est devenu un opérateur pétrolier spécialisé dans l’exploration et la production d’hydrocarbures, coté sur Euronext (Paris).
Plateforme de développement international du groupe pétrolier indonésien Pertamina depuis 2017, Maurel & Prom détient un portefeuille d’actifs à fort potentiel centré sur l’Afrique et l’Amérique Latine.
Le groupe possède également une participation significative dans Seplat Petroleum Development Company (en), l'un des principaux opérateurs nigérians.

## Sanctions des États-Unis
Le département du Trésor des États-Unis révoque en mars 2025 la licence permettant à Maurel & Prom de faire commerce de pétrole sans entraves américaines. Il est reproché à l'entreprise d'exploiter depuis 2018 un gisement dans le lac de Maracaibo au Venezuela, pays ciblé par de lourdes sanctions économiques américaines. Après cette annonce, l’action M&P chute de 14,61 % en une journée à la Bourse de Paris. L'entreprise devrait cependant renoncer à commercialiser du pétrole vénézuélien afin d'échapper aux sanctions américaines, ce qu'elle avait déjà fait de 2019 à novembre 2023.

## Actionnaires
Au 31 décembre 2022  :
- PIEP (Groupe Pertamina) : 71,09 %
- Investisseurs individuels : 16,82 %
- Investisseurs institutionnels : 8,92 %
- Auto-détention : 1,25 %
- Salariés : 0,96 %
- Autres : 0,97 %